# 台1線
台1線（たい1せん、繁体字中国語: 臺1線/台1線）は、台北市から屏東県に至る台湾省道である。縦貫公路、西部幹線とも称される。途中台湾西部の16県市を連絡し、南北交通の大動脈であり、台湾東部の台9線と併せて台湾一周の道路網を形成している。
台1甲、乙、丙、丁、戊、己線の合計6支線がある。

台1線及び支線路線図。

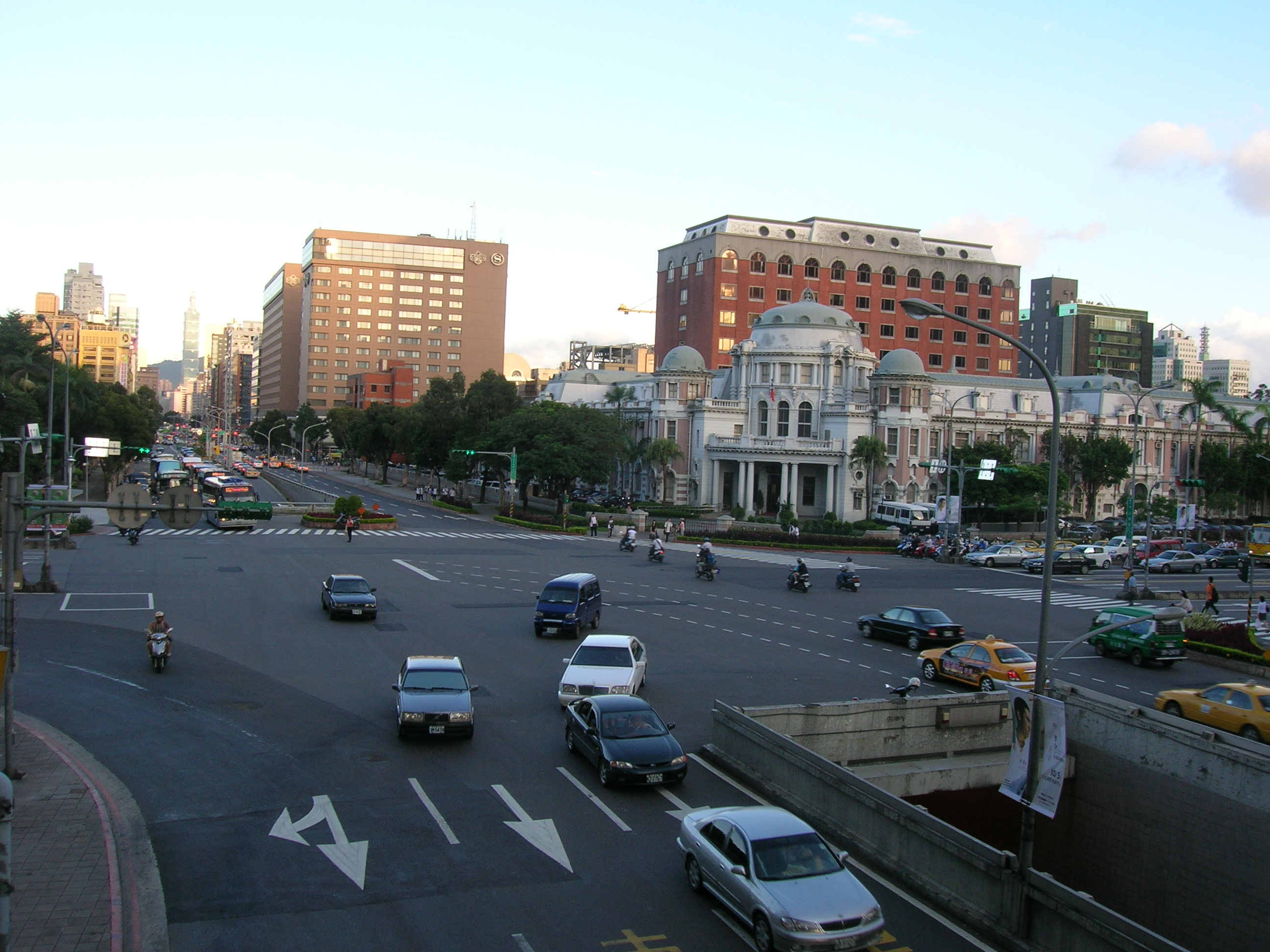
台北市内、台1甲線起点。他に台3線、台5線、台9線の起点でもある。

## 概要
- 全長：461.081km
- 起点：台北市中正区忠孝西路（行政院前、台3線、台5線及び台9線の起点）
- 終点：屏東県枋山郷楓港（台9線及び台26線の交差地点）

## 歴史
| 年 | 月日 | 事跡 |
| -- | ---- | ---- |

## 支線

### 甲線
台北市中山北路から民権西路、台北大橋を経て桃園市亀山区で台1本線と合流する道路。終点は桃園区復興路中山路口。全長27.432Km。本線の旧線であり、一省道や中正路の名称で称され、場所によっては本線を二省道と称す場合もある。

### 乙線
台中市大雅区中清南路から台中市内の公園路を経て台中市大肚区王田で台1本線に合流する道路。全長21.931Km，台中国際空港への連絡道路でもあり。台中市内と彰化県を連絡する主要道路の一つである。

### 丙線
彰化市外環道（金馬路）から台19線へ連絡する道路。途中国道1号 中山高彰化ICと接続している。全長8.032Km。

### 丁線
雲林県莿桐郷及び斗南鎮から分岐し斗六市に至る道路。全長14.011Km。

### 戊線
高雄市三民区民族陸橋から鳳山区の陸軍軍官学校を経て高雄市大寮区後庄で台1本線に合流する道路。全長8.727Km，台25線へ連絡する道路でもあり。

### 己線
苗栗県竹南鎮への連絡道路。全長4.188Km。台61線及び国道3号 福高と接続している。

## 通過する自治体
- 台一線:
  - 台北市
    - 中正区 - 万華区

  - 新北市

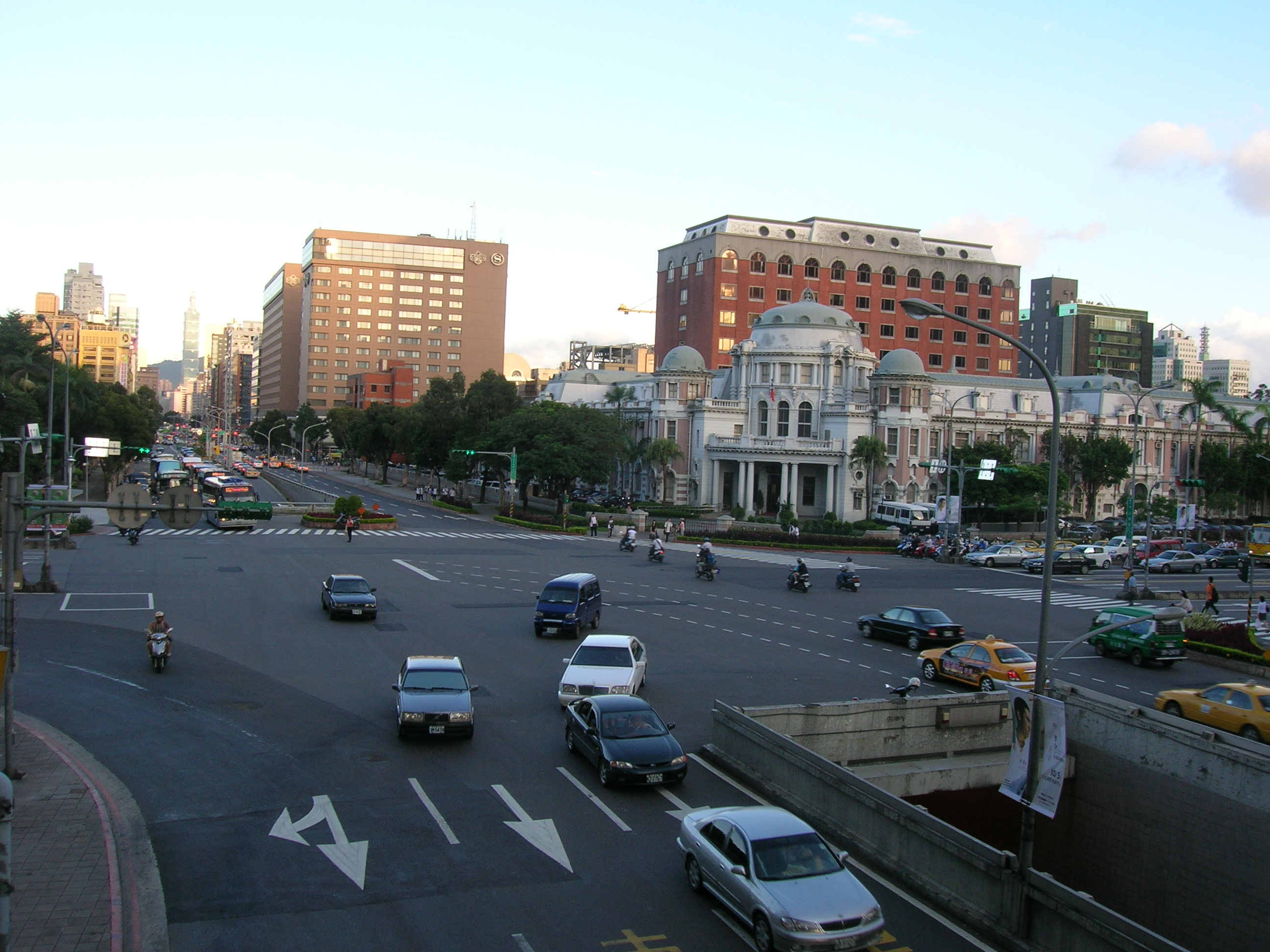

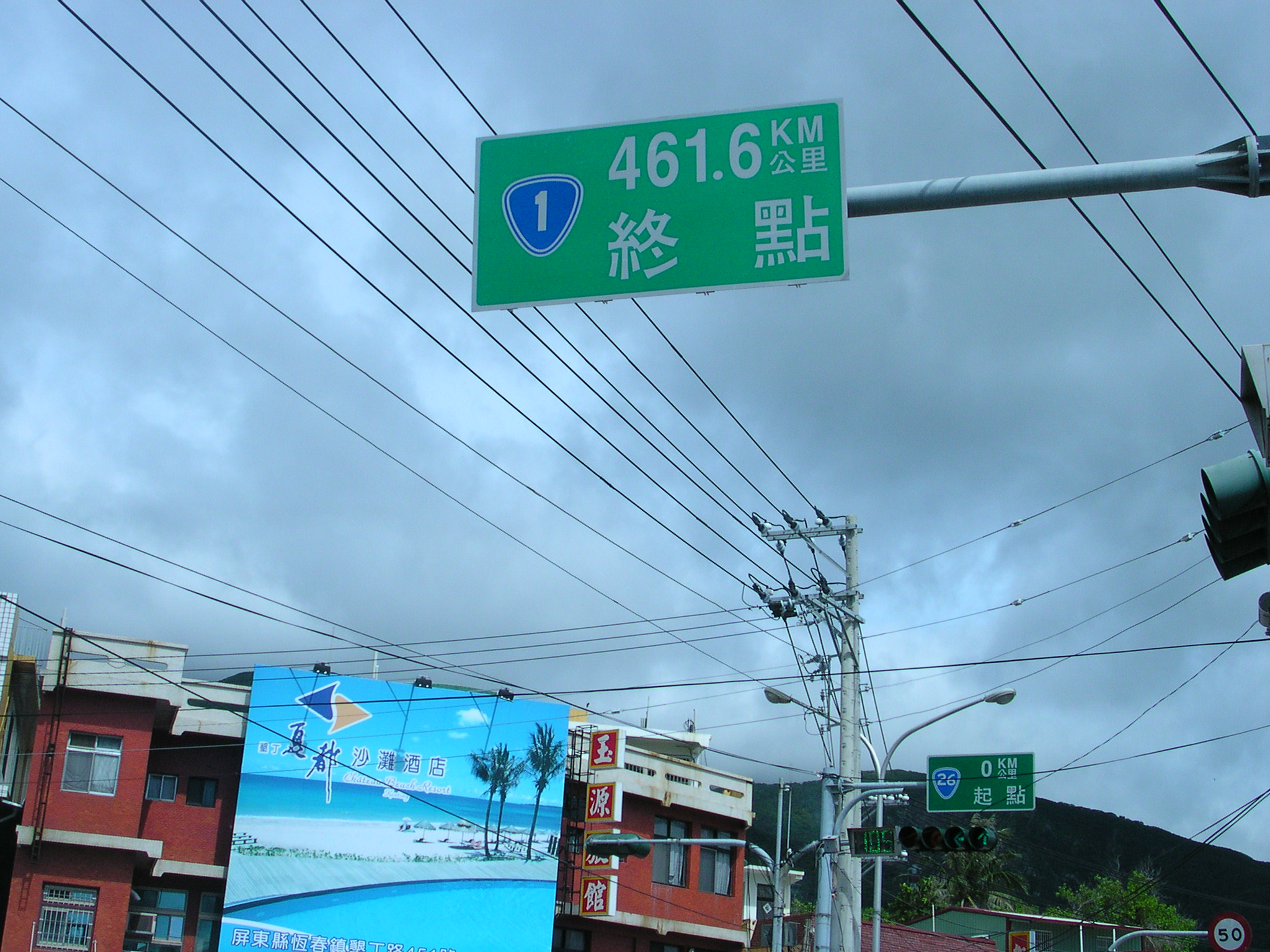

    - 三重区 - 新荘区 - 泰山区 - 樹林区

  - 桃園市
    - 亀山区 - 桃園区 - 八徳区 - 中壢区 - 平鎮区 - 楊梅区

  - 新竹県
    - 湖口郷 - 新豊郷 - 竹北市

  - 新竹市
    - 東区 - 北区 - 香山区

  - 苗栗県
    - 竹南鎮 - 頭份市 - 造橋郷 - 後龍鎮 - 西湖郷 - 通霄鎮 - 苑裡鎮

  - 台中市
    - 大甲区 - 清水区 - 沙鹿区 - 梧棲区 - 龍井区 - 大肚区 - 烏日区

  - 彰化県
    - 彰化市 - 花壇郷 - 大村郷 - 員林市 - 埔心郷 - 永靖郷 - 田尾郷 - 北斗鎮 - 渓州郷 - 埤頭郷 - 渓州郷

  - 雲林県
    - 西螺鎮 - 莿桐郷 - 虎尾鎮 - 斗南鎮 - 大埤郷

  - 嘉義県
    - 大林鎮 - 渓口郷 - 民雄郷

  - 嘉義市
    - 東区 - 西区

  - 嘉義県
    - 水上郷

  - 台南市
    - 後壁区 - 新営区 - 柳営区 - 六甲区 - 官田区 - 善化区 - 新市区 - 永康区 - 東区 - 南区 - 仁徳区

  - 高雄市
    - 湖内区 - 路竹区 - 岡山区 - 橋頭区 - 楠梓区 - 仁武区 - 左営区 - 三民区 - 鳳山区 - 大寮区

  - 屏東県
    - 屏東市 - 麟洛郷 - 内埔郷 - 竹田郷 - 万巒郷 - 潮州鎮 - 南州郷 - 新埤郷 - 佳冬郷 - 枋寮郷 - 枋山郷楓港

- 台一甲線:
  - 台北市
    - 中正区 - 中山区 - 大同区

  - 新北市
    - 三重区 - 新荘区

  - 桃園市
    - 亀山区 - 桃園区桃園市役所

- 台1乙線:
  - 台中市
    - 大雅区 - 西屯区 - 北屯区 - 北区 - 中区 - 西区 - 南区 - 烏日区南王田

- 台1丙線:
  - 彰化県
    - 彰化市大肚橋 - 彰化市莿桐腳

- 台1丁線:
  - 雲林県
    - 莿桐郷 - 斗六市 - 斗南鎮

- 台1戊線:
  - 高雄市
    - 三民区 - 苓雅区 -  鳳山区 - 大寮区

- 台1己線:
  - 苗栗県
    - 竹南鎮 - 頭份市

## 接続する道路

### 高速道路
- 台1線:
  - 楊梅IC
  - 香山IC
  - 頭份IC
  - 清水端
  - 王田IC
  - 西螺IC
  - 新市IC
  - 永康IC
  - 鼎金JCT
  - 高雄IC
  - 麟洛IC

- 台1乙線:
  - 大雅IC
  - 王田IC

- 台1戊線:
  - 高雄IC

- 台1己線:
  - 竹南IC

### 快速公路
- 台1線:
  - 三重IC
  - 新莊一IC
  - 平鎮一IC
  - 新竹二IC
  - 香山IC
  - 後龍端
  - 白沙屯IC
  - 新埔IC
  - 通宵一IC
  - 花壇端
  - 員林IC
  - 斗南IC
  - 水上IC
  - 渡頭IC
  - 台南IC
  - 竹田端

- 台1甲線:
  - 新莊二IC

- 台1乙線:
  - 北屯一IC
  - 北屯二IC

- 台1己線:
  - 竹南IC